# Grundlagenermittlung
Die Grundlagenermittlung ist in den Leistungsbildern der Objekt- und Fachplanung nach der Honorarordnung für Architekten und Ingenieure die 1. von 9 Leistungsphasen. Ihr folgt die Vorplanung.

## Begriff
Im Blatt 1 der VDI 4700 wird die Grundlagenermittlung als erste Leistungsphase des Leistungsbild Gebäude und Innenräume der HOAI definiert. Als Anmerkung heißt es hier, Zitat: "In dieser Phase soll der Ingenieur/Architekt sich um die Voraussetzungen zur Lösung der Bauaufgabe kümmern. Die Größe und der grobe Zuschnitt des Gebäudes soll ermittelt werden. [in Anlehnung an HOAI]
Umgangssprachlich wird die Grundlagenermittlung auch manchmal mit Bedarfsplanung gleichgesetzt. Dies ist in Hinblick auf die durch die HOAI als Leistungsumfang für Planer beschriebenen Prozesse in der Leistungsphase 1 in Abgleich zu der Definition von Bedarfsplanung nach DIN 18205 falsch. 

## Leistungen in der Objektplanung
Bei der Objektplanung sind für die Grundlagenermittlung bei den Leistungsbildern Gebäude und Innenräume (§ 34), Ingenieurbauwerke (§ 43) und Verkehrsanlagen (§ 47) mit je 2 Prozent sowie Freianlagen (§ 39) mit 3 Prozent der Honorare nach HOAI bewertet. 

### Grundleistungen
Die in Anlage 10 und 11 beschriebenen Grundleistungen sind für die Leistungsbilder Gebäude und Innenräume und Freianlagen fast gleich:
- a) Klären der Aufgabenstellung auf Grundlage der Vorgaben oder der Bedarfsplanung des Auftraggebers (oder vorliegender Planungs- und Genehmigungsunterlagen 1))
- b) Ortsbesichtigung
- c) Beraten zum gesamten Leistungs- und Untersuchungsbedarf
- d) Formulieren der Entscheidungshilfen für die Auswahl anderer an der Planung fachlich Beteiligter
- e) Zusammenfassen, Erläutern und Dokumentieren der Ergebnisse

Für die Leistungsbilder Ingenieurbauwerke und Verkehrsanlagen sind die Grundleistungen in den Anlagen 12 und 13 genannt:
- a) Klären der Aufgabenstellung auf Grund der Vorgaben oder der Bedarfsplanung des Auftraggebers
- b) Ermitteln der Planungsrandbedingungen sowie Beraten zum gesamten Leistungsbedarf
- c) Formulieren von Entscheidungshilfen für die Auswahl anderer an der Planung fachlich Beteiligter
- d) bei Objekten nach § 41 Nummer 6 und 7, die eine Tragwerksplanung erfordern: Klären der Aufgabenstellung auch auf dem Gebiet der Tragwerksplanung2)
- e) Ortsbesichtigung
- f) Zusammenfassen, Erläutern und Dokumentieren der Ergebnisse

1) Ergänzung nur im Leistungsbild Freianlagen enthalten.
2) Grundleistung nur im Leistungsbild Ingenieurbauwerke enthalten.

### Besondere Leistungen
Die in der Kategorie Besondere Leistungen genannten Leistungen, also Leistungen welche gesondert vergütet werden müssen, unterscheiden sich bei allen Leistungsbildern. Im Leistungsbild Gebäude und Innenräume sind zum Beispiel nachfolgende Leistungen aufgeführt:
- Bedarfsplanung
- Bedarfsermittlung
- Aufstellen eines Funktionsprogramms
- Aufstellen eines Raumprogramms
- Standortanalyse
- Mitwirken bei Grundstücks- und Objektauswahl, -beschaffung und -übertragung
- Beschaffen von Unterlagen, die für das Vorhaben erheblich sind
- Bestandsaufnahme
- technische Substanzerkundung
- Betriebsplanung
- Prüfen der Umwelterheblichkeit
- Prüfen der Umweltverträglichkeit
- Machbarkeitsstudie
- Wirtschaftlichkeitsuntersuchung
- Projektstrukturplanung
- Zusammenstellen der Anforderungen aus Zertifizierungssystemen
- Verfahrensbetreuung, Mitwirken bei der Vergabe von Planungs- und Gutachterleistungen

## Leistungen in der Fachplanung
Unter Fachplanung sind die Leistungsbilder Tragwerksplanung (§ 51) und Technische Ausrüstung (§ 55) der HOAI (Fassung 2013) zusammengefasst. Im Leistungsbild Tragwerksplanung wird die Grundlagenermittlung mit drei Prozent und im Leistungsbild Technische Ausrüstung mit zwei Prozent des Gesamthonorars der HOAI 2013 bewertet.

### Grundleistungen
Zu dem Leistungsbild Tragwerksplanung sind in der Anlage 14 die Grundleistungen der Leistungsphase 1 benannt:
- a) Klären der Aufgabenstellung auf Grund der Vorgaben oder der Bedarfsplanung des Auftraggebers im Benehmen mit dem Objektplaner
- b) Zusammenstellen der die Aufgabe beeinflussenden Planungsabsichten
- c) Zusammenfassen, Erläutern und Dokumentieren der Ergebnisse

Zu dem Leistungsbild Technische Ausrüstung sind in der Anlage 14 die Grundleistungen der Leistungsphase 1 benannt:
- a) Klären der Aufgabenstellung auf Grund der Vorgaben oder der Bedarfsplanung des Auftraggebers im Benehmen mit dem Objektplaner
- b) Ermitteln der Planungsrandbedingungen und Beraten zum Leistungsbedarf und gegebenenfalls zur technischen Erschließung
- c) Zusammenfassen, Erläutern und Dokumentieren der Ergebnisse

### Besondere Leistungen
Als Besondere Leistungen des Leistungsbildes Technische Ausrüstung werden Nachfolgende genannt:
- Mitwirken bei der Bedarfsplanung für komplexe Nutzungen zur Analyse der Bedürfnisse, Ziele und einschränkenden Gegebenheiten (Kosten-, Termine und andere Rahmenbedingungen) des Bauherrn und wichtiger Beteiligter
- Bestandsaufnahme, zeichnerische Darstellung und Nachrechnen vorhandener Anlagen und Anlagenteile
- Datenerfassung, Analysen und Optimierungsprozesse im Bestand
- Durchführen von Verbrauchsmessungen
- Endoskopische Untersuchungen
- Mitwirken bei der Ausarbeitung von Auslobungen und bei Vorprüfungen für Planungswettbewerbe

## Vergleich: Leistungen der Fachplanung zu denen der Objektplanung
Bei den Vergleich der Grundleistungen von der Fachplanung zu denen der Objektplanung fällt auf, dass bei den Fachplaner die Ortsbesichtigung nicht als Grundleistung benannt wird. Auch das Formulieren der Entscheidungshilfen für die Auswahl anderer an der Planung fachlich Beteiligter wird dem Fachplaner nicht über die HOAI vergütet. Das liegt daran, dass nach HOAI kein integraler Planungsprozess in der ersten Leistungsphase vorgesehen ist, sondern der Objektplaner zunächst alleine beauftragt werden soll, um dann weitere Planungsbeteiligte "an Bord" zu holen.

## Änderungen in der HOAI 2013 zur HOAI 2009
Im Leistungsbild Freianlagen wurde zum Zwecke der Klarstellung neu die Alternative „Klärung der Aufgabenstellung aufgrund vorliegender Planungs- und Genehmigungsunterlagen“ aufgenommen. Freianlagenplanungen werden in der Praxis auch auf der Grundlage bereits erteilter Planfeststellungen oder Plangenehmigungen erstellt.

## Gerichtsurteile
Der Bundesgerichtshof hat in seinem Urteil VII ZR 230/11 vom 21. März 2013 entschieden, dass Architekten verpflichtet sind, schon im Rahmen der Grundlagenermittlung die Kostenvorstellungen (Kostenrahmen nach DIN 276) des Bauherrn zu berücksichtigen.
Der Bundesgerichtshof hat in seinem Urteil VII ZR 55/13 vom 10. April 2014 entschieden, dass der mit der Grundlagenermittlung (Leistungsphase 1) beauftragte Architekt den Besteller hinsichtlich der Genehmigungsfähigkeit des Bauvorhabens vollständig und richtig zu beraten hat. Verletzt der Architekt diese Pflicht und erklärt sich der Besteller aus diesem Grund damit einverstanden, dass der Architekt ein anderes Gebäude als das ursprünglich gewollte plant, ist der Architekt dem Besteller zum Schadensersatz gemäß § 634 Nr. 4, §§ 636, 280, 281 BGB verpflichtet.